# Cyon

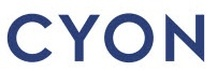
CYON logo

A Cyon é uma marca de telefones celulares da LG Electronics. A LG estabeleceu a marca em 1997. Atualmente atua principalmente nos mercados domésticos do Japão, China, Europa, Austrália, Estados Unidos e Canadá.